# Star Wars Episode I: Obi-Wan's Adventures
Star Wars Episode I: Obi-Wan's Adventures est un jeu vidéo d'action-aventure développé par HotGen et édité par THQ, sorti en 2000 sur Game Boy Color. Il s'agit d'une adaptation de Star Wars, épisode I : La Menace fantôme.

## Accueil
- IGN : 5/10[1]